# Паоло Гереро
Хосе Паоло Гереро Гонзалес (шп. José Paolo Guerrero Gonzales; 1. јануар 1984, Лима, Перу) професионални је перуански фудбалер који игра на позицији нападача.

## Клупска каријера
Прве фудбалске кораке направио је у млађим категоријама Алијанса из Лиме, где је постигао преко 200 голова. Године 2002. прелази у омладински тим Бајерна из Минхена. После постигнутог 21 гола у 24 утакмице у сезони 2003/2004, Гереро је позван да игра за А тим. Године 2006. потписао је уговор са Хамбургером до 2010, са износом од 2,8 милиона евра. У сезони 2007/2008 постигао је 9 голова у првенству. Са Коринтијансом је освојио Светско клупско првенство 2012. године победом у финалу против Челсија.
Од 2015. до 2018. године је био члан бразилског Фламенга.
У новембру 2017. године, Гереро је суспендован на годину дана због конзумирања дроге. Међутим, месец дана касније, казна му је преполовљена те је овај играч наступио на Мундијалу у Русији за своју репрезентацију.

## Репрезентативна каријера
За репрезентацију је дебитовао у неуспешним квалификацијама за Светско првенство 2006, али је успео да постигне два гола за репрезентацију. Гереро је постао најбољи стрелац Перуа у историји 4. јуна 2016, након што је постигао гол против Хаитија за победу од 1-0. Укупно је постигао 35 погодака за репрезентацију.

## Успеси

### Клупски
Бајерн Минхен
- Бундеслига: 2005, 2006.
- Куп Немачке: 2005, 2006.

Коринтијанс
- Светско клупско првенство: 2012.

### Репрезентативни
- Најбољи стрелац Копа Америке: 2011, 2015.